# Randall Cobb (boxe anglaise)
Randall Craig Cobb est un ancien boxeur et un acteur américain né le 7 mai 1950 à Bridge City, Texas.

## Biographie

### Jeunesse et carrière sportive
Fils de Norma Grace (née Alexander) et Williard Glynn Cobb, un contremaître d'usine, il est élevé à Abilene au Texas et a étudié à l'Abilene High School, où il a joué avec l'équipe de football. Randall a étudié à l'université chrétienne d'Abilene mais abandonne à l'âge de 19 ans et commence une formation sur le karaté. Après avoir gagné sa ceinture noire, il commence le kickboxing et remporte ses neuf premiers combats.
Il se bat contre David Ochoa lors de son premier combat professionnel de kickboxing à El Paso en 1975. Les promoteurs étaient Robert Nava, Tom McKay et Paul Clinite. Il signe un contrat de boxe professionnelle quelques semaines plus tard et est envoyé à la salle de gym de Joe Frazier à Philadelphie pour s'entraîner.
Après neuf victoires consécutives en kickboxing, il perd ses deux premiers matchs amateurs. Le 19 janvier 1977, toujours à El Paso, il bat Pedro Vega puis poursuit avec 13 victoires consécutives jusqu'en 1979. Il perd deux combats contre Ken Norton en 1980 et Michael Dokes en 1981 ainsi que face au champion du monde WBC poids lourds Larry Holmes (défaite aux points le 26 novembre 1982). 
Randall Cobb fait un bref retour en kickboxing le 5 mai 1984 pour défier John Jackson pour le titre de poids lourds américain de l'Association professionnelle de karaté à Birmingham en Alabama. Entre 1984 et 1985, perd quatre combats consécutifs, dont le dernier contre Dee Collier. 
Sa carrière de boxeur prend fin en 1993 sans qu'il n'ait remporté de titre majeur. En 1999, un jury lui accorde 8,5 millions de dollars en dommages compensatoires et 2,2 millions de dollars en dommages et intérêts punitifs contre un magazine pour diffamation en affirmant qu'il avait consommé de la cocaïne en marge de son combat contre Sonny Barch en 1992. Le verdict sera annulé en 2002 par une cour d'appel fédérale.

### Acteur
Cobb se reconvertit comme acteur. À Hollywood, il joue des rôles de méchants dans des films tels que Police Academy 4, Vengeance aveugle, Ace Ventura, détective chiens et chats, Menteur, menteur, Golden Child : L'Enfant sacré du Tibet, Y a-t-il un flic pour sauver Hollywood ?, Autant en emporte Fletch ! et Ernest est dupe.
Il vit à Philadelphie. En janvier 2008, à l'âge de 57 ans, il est diplômé d'un baccalauréat en gestion sportive et récréative.

## Filmographie
| Année | Titre                                    | Rôle                | Notes    |
| ----- | ---------------------------------------- | ------------------- | -------- |
| 1979  | Le Champion                              | Bowers              |          |
| 1983  | Retour vers l'enfer                      | Sailor              |          |
| 1983  | Braker                                   | R.E. Packard        | Téléfilm |
| 1986  | Golden Child : l'enfant sacré du Tibet   | Til                 |          |
| 1987  | Toubib malgré lui                        | Box                 |          |
| 1987  | Les Douze Salopards : Mission Suicide    | Eric "Swede" Wallan | Téléfilm |
| 1987  | Arizona Junior                           | Leonard Smalls      |          |
| 1987  | Police Academy 4                         | Zack                |          |
| 1987  | Bourse, bagne et business                | Wolf                |          |
| 1989  | Autant en emporte Fletch !               | Ben Dover           |          |
| 1989  | Collision Course                         | Kosnic              |          |
| 1989  | Vengeance aveugle                        | Slag                |          |
| 1990  | Ernest est dupe                          | Lyle                |          |
| 1991  | Meurtres sous tensions                   | Blake Garrett       |          |
| 1992  | La Nuit du défi                          | Wolf Forrester      |          |
| 1994  | Ace Ventura, détective chiens et chats   | Le client grognon   |          |
| 1994  | Y a-t-il un flic pour sauver Hollywood ? | Big Hairy Con       |          |
| 1996  | The Mouse                                | Himself             |          |
| 1997  | Menteur, menteur                         | Skull               |          |
| 1998  | The Next Tenant                          |                     |          |
| 2000  | Vice                                     | Lt. Munson          |          |

| Année   | Titre                      | Rôle                                      | Notes                                                  |
| ------- | -------------------------- | ----------------------------------------- | ------------------------------------------------------ |
| 1985    | Code of Vengeance          | Willard Singleton                         |                                                        |
| 1985    | Le Juge et le Pilote       | Dennis "Corky" Conklyn                    | Épisode: "The Career Breaker"                          |
| 1987    | Deux Flics à Miami         | Moon                                      | Épisode: "Down for the Count (Part 1)"                 |
| 1987    | Clair de lune              | Big guy in gas station                    | Épisode Sam & Dave                                     |
| 1987    | Frank's Place              | Cyrus Litt                                | Épisode: "Food Fight"                                  |
| 1988    | MacGyver                   | Daniel Royce "Earthquake" Toberman        | Épisode: "The Spoilers"                                |
| 1990–91 | Dans la Chaleur de la Nuit | Frank Kloot                               | Épisodes: "A Problem Too Personal" and "No Other Road" |
| 1993    | Mariés deux enfants        | The Burglar                               | Épisode: "Un-Alful Entry"                              |
| 1993    | Shaky Ground               | Ned                                       | Épisode: "Stayin' Alive"                               |
| 1994    | Highlander: The Series     | Kern                                      | Épisode: "Line of Fire"                                |
| 1998    | Walker, Texas Ranger       | Dwight Trammel                            | Épisode: "Survival"                                    |
| 2000    | X-Files                    | Bert Zupanic                              | Épisode : Doubles                                      |
| 2001    | Walker, Texas Ranger       | Ross Dollarhide / 'flashbacks', Desperado | Épisode: "The Final Showdown"                          |